# Буковець (Кольбушовський повіт)
Буковець (пол. Bukowiec) — село в Польщі, у гміні Кольбушова Кольбушовського повіту Підкарпатського воєводства.
Населення — 371 особа (2011).
У 1975—1998 роках село належало до .

## Географія
Селом протікає річка Тушимка.

## Демографія
Демографічна структура станом на 31 березня 2011 року:
|          | Загалом | Допрацездатний вік | Працездатний вік | Постпрацездатний вік |
| -------- | ------- | ------------------ | ---------------- | -------------------- |
| Чоловіки | 185     | 45                 | 125              | 15                   |
| Жінки    | 186     | 47                 | 107              | 32                   |
| Разом    | 371     | 92                 | 232              | 47                   |